# Mésentère (corail)
Les mésentères, parfois aussi nommés Mésentéroïdes, sont des tissus verticaux se trouvant à l'intérieur de la cavité gastro-vasculaire des polypes chez les coraux

## Description

Détail de la formation d'un mésentère.

### Positionnement dans la cavité
Les mésentères sont accrochés en haut de la cavité (certains au niveau de l'actinopharynx), semblent suspendu verticalement tel des draps ondulés tout le long de la cavité. Ils forment un ensemble de tissus longitudinaux qui forment un support structurel au polype et augmentent la surface utilisée par le système digestif (ce qui améliore sa nutrition) et son système de reproduction.
Reliés entre eux au niveau de l'actinopharynx, ils sont séparés sur le reste de leur longueur verticales par les septes chez les coraux durs, et par de simples espaces chez les coraux mous.

### Anatomie
Les mésentères sont des excroissances de la mésoglée et du gastroderme. Les extrémités de ces plis pointent vers l'intérieur de la cavité et se terminent par des sortes de boudins épais et tordus : les filaments mésentériques (parfois appelés filaments digestifs).
Suivant la présence de filaments et leurs jonctions avec d'autres tissus/organes, on classe les mésentères en trois groupes:
- mésentère primaire (aussi appelé mésentère complet) dont l'extrémité est reliée à l'actinopharynx en haut du corps et dispose d’un filament mésentérique
- mésentère secondaire (aussi appelé mésentère incomplet) dont l'extrémité est libre dans la cavité gastro-vasculaire et dispose d’un filament mésentérique
- mésentère tertiaire qui ne dispose pas de filament mésentérique

Les mésentères vont toujours par paire identique (paires primaire, secondaire ou tertiaire). La zone entre deux mésentères s’appelle l’endocoel (parfois appelé loge). La zone entre deux paires de mésentères s’appelle l’exocoel (parfois appelé interloge).
Chaque paire de mésentères dispose donc de deux muscles (un par mésentère). Lorsque ces muscles se font face et sont orientés vers l’endocoel, on parle de mésentères non-directifs. Lorsque ces muscules ne se font pas face et sont orientés vers l’exocœl, on parle de mésentères directifs.
Au sein des mésentères du pôle oral, on remarque la présence de plis de la mésoglée qui n'existent pas dans les mésentères du pôle aboral.

### Les muscles
Chaque mésentère dispose d'une forte musculature longitudinale : ce sont les muscles rétracteurs. Elle est composée de fibres musculaires longitudinales rétractiles.
Elles disposent aussi d'une plus faible musculature transverse endodermique permettant la protraction des polypes. Elle est composée de fibres musculaires obliques protactiles.
Par un jeu de contraction/décontraction et de pression de l'eau, la cavité gastro-vasculaire peut ainsi s’ouvrir et se fermer : lorsque certains muscles sont détendus (les muscles mésentères directifs), la pression extérieure compresse la cavité, qui adopte alors une position recroquevillée. Sur l’action de muscles reliant le gastroderme et la cavité, la cavité s’élargit. Ce double mouvement permet de faciliter l’ingestion, la digestion et le rejet par l’estomac.